# Daniela Piegai
Daniela Piegai (11 gennaio 1943) è una scrittrice, pittrice e giornalista italiana.

## Biografia
Nata e cresciuta in Toscana, è nota soprattutto come autrice di science fantasy. Ha vinto due premi Italia e un Premio Europa per la narrativa fantascientifica. Come giornalista ha scritto per numerosi giornali e riviste italiano, lavorando per Paese Sera e l'ANSA.
Docente di comunicazione, vive a Cortona, in provincia di Arezzo, dove si dedica alla pittura e possiede una galleria d'arte.

## Opere

### Romanzi
- Parola di alieno, Editrice Nord, Milano, 1978
- Ballata per Lima, Editrice Nord, Milano, 1980
- Alla fonte del re, in Pulp, n.2/maggio-giugno 1983[4]
- Nel segno della luna bianca, con Lino Aldani, Editrice Nord, Milano, 1985
  - pubblicato anche come Febbre di luna nella raccolta di Lino Aldani, Febbre di Luna, Perseo Libri, Bologna, 2004[5]
- Il mondo non è nostro, La tartaruga, Milano, 1989
- Fai che la morte ti colga vivo, in AA.VV., Futuro Europa 23, Perseo Libri, Bologna, 1998[6]
- Dieci giorni per Lucrezia, in AA.VV., Futuro Europa 41, Perseo Libri, Bologna, 2005
- Giovanni Acuto: da una favola inglese a una chimera toscana, Luì[2]